# (6912) Grimm
(6912) Grimm est un astéroïde de la ceinture principale.

## Description
(6912) Grimm est un astéroïde de la ceinture principale. Il fut découvert par Eric Walter Elst le 8 avril 1991 à La Silla. Il présente une orbite caractérisée par un demi-grand axe de 3,06 UA, une excentricité de 0,115 et une inclinaison de 2,07° par rapport à l'écliptique.
Il est nommé d'après Friedrich Melchior, baron von Grimm.

## Compléments